# Anissa Mezaguer
 (juin 2015).
Si vous disposez d'ouvrages ou d'articles de référence ou si vous connaissez des sites web de qualité traitant du thème abordé ici, merci de compléter l'article en donnant les références utiles à sa vérifiabilité et en les liant à la section « Notes et références ».
Anissa Mezaguer, de son vrai nom Ourida Mezaguer et couramment appelée Anissa, née le 23 décembre 1944 à Alger, est une auteure-compositrice-interprète algérienne d'expression kabyle et arabe.

## Biographie
Née à Alger, Anissa Mezaguer est originaire d’Ait Saâda, un village de La commune de Tadmaït (wilaya de Tizi-ouzou) en Kabylie. 
Nationaliste, la famille Mezaguer a failli être exterminée par l'armée coloniale.  
C'est vers l'âge de 12 ans que Anissa rejoint une troupe théâtrale de la chaîne 2, à la radio algérienne, où elle participe aussi à des chorales de jeunes filles, avant de composer elle-même ses propres chansons et de se lancer dans une carrière artistique, dans le monde de la chanson, du théâtre et du cinéma aux côtés de grands noms scéniques de l'époque.
Devenue dès la fin des années 1960 une grande figure de la chanson algérienne,  elle est l'une des artistes les plus sollicitées pour animer des réceptions traditionnelles. Par ailleurs, elle participe à de nombreux galas télévisés.
Vers le milieu des années 1990, elle se retire de la scène musicale mais poursuit sa carrière cinématographique.
En avril 2010 un vibrant hommage public, hautement médiatisé, initié par l'association culturelle et artistique Troisième Millénaire, lui est rendu à Alger,, et en 2014, un coffret de 5 CD réunissant l'ensemble de son œuvre, édité par Imsdhourar Music, est mis en vente.

## Discographie
- Mmektaɣ-d ayen iεeddan
- Taqcict ar ṭṭaq
- In'as εfiɣ-as
- Yemxell ṣṣber-iw
- A leɣzal
- Taftilt
- Lfal
- A yemma
- Wissen wissen
- Ay aqlaqal
- Ussan i yi-d-yegran
- Lferḥ
- Allah Allah
- Ucbih u sdsu
- Yelli
- Err-as awal
- Aḍu n temẓi
- Ad k-ḥkuɣ
- Nek d aksum

et de nombreuses autres chansons.